# Montenegros håndboldlandshold (damer)
Montenegros håndboldlandshold er det montenegrinske landshold i håndbold for kvinder. De er reguleret af Rukometni savez Crne Gore og deltager i internationale konkurrencer.

## Landsholdets historie
Montenegros kvindelandshold i håndbold blev dannet i 2006, kort efter Montenegros uafhængighed. Det blev grundlagt på ŽRK Budućnost Podgorica, en storklub med adskillige europæiske trofæer, som producerede mange berømte montenegrinske spillere.

### 2006-2011
Montenegro har optrådt i flere officielle turneringer og slutrunder siden 2006. De spillede for første gang ved kvalifikationen til VM 2007 i Cheb, hvor de blev nummer to med fire sejre og et nederlag. Et år senere kvalificerede landsholdet sig dog ikke til EM i Makedonien 2008, efter et nederlag i en kvalifikationskamp mod Kroatien. Ligeledes kvalificerede de sig heller ikke til VM 2009 i Kina, efter nederlag til Sverige i playoff-kampene.
Montenegros første betydelige succes kom i 2010. Efter at have gået igennem EM-kvalifikationen uden nederlag, deltog holdet for første gang ved EM i 2010 i Danmark og Norge. Montenegro sluttede samlet på sjettepladsen, hvor Bojana Popović blev montenegrinsk EM-topscorer med 46 mål.
Succesen fortsatte, da de også kvalificerede sig til VM 2011 i Brasilien. De blev dog slået ud af Spanien i ottendedelsfinalen, efter at have avanceret   fra grupperunden.

### Olympisk sølv og europamester i 2012
Året 2012 viste sig, at være et skelsættende år for montenegrinsk håndbold, der for evigt vil stå som det mest markante. Den 11. august 2012 vandt Montenegro sin første OL-sølvmedalje ved Sommer-OL 2012 i London og dermed også landsholdets første medalje nogensinde. Den 16. december 2012 blev de også for første gang europamestre, ved EM 2012 i Serbien.
Sommer-OL 2012 i London gik landsholdet igennem grupperunden med blot to nederlag og vandt højest overraskende OL-kvart- og semifinalen mod henholdsvis Frankrig og Spanien. I OL-finalen blev de dog besejret af Norge med cifrene 23–26, trods en tæt kamp. Med deres sølvmedalje vandt landsholdet deres første olympiske medalje for Montenegro, siden landet blev uafhængigt i 2006. Bojana Popović og Katarina Bulatović var fremtrædende profiler på holdet under denne OL-turneringen. Bulatović blev samtidig samlet OL-topscorer med 53 mål samt en kåring som turneringens bedste højre back. Da landsholdet hjemvendte fra OL i London, blev de hyldet og mødt af stor jubel og glæde igennem gaderne i den montenegrinske hovedstad Podgorica.
Få måneder efter vandt landsholdet så EM 2012 i Serbien, efter finalesejr over selvsamme Norge i 4x forlænget spilletid. Også ved EM-slutrunde blev det til en udnævnelse på All-Star holdet for Katarina Bulatović og endnu en gang turneringens topscorer med 56 mål. I semifinalen besejrede Montenegro værtslandet Serbien 27–26. I finalen vandt de så 34–31 over nordmændene og vandt dermed deres første titel og europamesterskab. Holdet blev trænet af Dragan Adžić.

### Årene efter succestiden
Efter de to succeser i 2012 blev Montenegro elimineret af Danmark i VM-ottendedelsfinalen ved VM 2013 i Serbien.
Holdet kom dog tilbage igen, året efter, ved EM 2014 i Ungarn/Kroatien. Holdet klarede det hele vejen til semifinalen, men måtte se sig slået af Spanien i semifinalen og efterfølgende Sverige i bronzekampen.
Montenegro gjorde betydelige fremskridt ved VM 2015 i Danmark. Efter en bemærkelsesværdig sejr mod Ungarn på 32–15, vandt holdet over Angola i ottendedelsfinalen. Men i kvartfinalen besejrede Norge dog holdet, med cifrene 26–25. Det var Montenegros første og bedste præstation i kvartfinalen ved et verdensmesterskab.
Ved deres anden optræden i Sommer-OL 2016 i Rio de Janeiro, præsterede Montenegro overhovedet ikke som forventet. Med fem nederlag i gruppespillet sluttede Montenegro på en samlet og skuffende 13. plads ud af 16. Den tidligere stjerne Bojana Popović gjorde comeback under OL-turneringen, men det endte dog ikke med den store succes.
Efter OL skete der en masse store ændringer og forandringer på holdet, i form af at man rekrutterede mange nye unge spillere fra storklubben ŽRK Budućnost. Montenegro stillede med det yngste hold ved EM 2016 i Sverige, hvor man tabte to kampe og vandt én enkelt. Holdet endte som nummer 13 og kvalificerede sig dermed ikke til mellemrunden. Holdets største profiler Jovanka Radičević, Katarina Bulatović, Sonja Barjaktarović og Marija Jovanović blev fravalgt i truppen, da landstræner Dragan Adžić mente man ville kigge frem mod Sommer-OL 2020 i Tokyo og dermed satse på yngre spillere.
I november 2017, meddelte det montenegrinske håndboldforbund, at man havde ansat svenske Per Johansson som ny landstræner, til fordel for den mangeårige træner Dragan Adžić. Som landstræner førte Adžić holdet, til ni store internationale slutrunder, hvor han vandt EM-guld i 2012 og OL-sølv, samme år.
Med en ny cheftræner sluttede Montenegro på sjettepladsen VM 2017 i Tyskland, med i alt tre vundne, tre tabte og én uafgjort. De tidligere fravalgte profiler var tilbage på holdet under VM-slutrunden i Tyskland. Til trods endte som samlet nier ved EM 2018 i Frankrig og overraskende nummer 5 ved VM 2019 i Japan. Holdet formåede derved at nå kvalifikationen til Sommer-OL 2020 i Tokyo, som de ligeledes passerede. Forinden blev de nummer 8, ved EM 2020 i Danmark, hvor man kort inden slutrunden havde givet den svenske landstræner Per Johansson, sparket og i stedet ansatte danske Kim Rasmussen. Få måneder efter blev danskeren dog afskediget, trods den sikrede OL-kvalifikation. Erstatningen var assistenttræner Bojana Popović.
Ved Sommer-OL 2020 i Tokyo endte det betydeligt bedre, til trods for holdet røg ud i kvartfinalen til Rusland. De endte som nummer 6, med to vundne kampe og fire nederlag. Efter en godkendt OL-turnering, ramte man få måneder landsholdets hidtidige lavpunkt. Ved VM 2021 i Spanien slutter holdet som nummer 22 ud af 32 hold. En enkelt sejr over Angola blev det til, foruden fem nederlag.

## Resultater

### EM
- / 2010: 6.-plads
- 2012:  Guld
- / 2014: 4.-plads
- 2016: 13.-plads
- 2018: 9.-plads
- 2020: 8.-plads
- // 2022: .-plads

### VM
- 2011: 10.-plads
- 2013: 11.-plads
- 2015: 8.-plads
- 2017: 6.-plads
- 2019: 5.-plads
- 2021: 22.-plads
- 2023: 7.-plads

### OL
- 2012:  Sølv
- 2016: 11.- Plads
- 2020: 6.-plads

## Nuværende trup
Den aktuelle montenegrinske trup ved VM i kvindehåndbold 2023 i Danmark/Norge/Sverige.
Cheftræner:  Bojana Popović
| Nr. | Navn                | Position     | Alder                     | Kampe | Mål | Klub                      |
| --- | ------------------- | ------------ | ------------------------- | ----- | --- | ------------------------- |
| 1   | Marina Rajčić       | Målvogter    | 24. august 1993 (31 år)   | 149   | 4   | CS Măgura Cisnădie        |
| 2   | Anastasija Marsenić | Højre fløj   | 24. februar 2004 (21 år)  | 3     | 3   | ŽRK Budućnost             |
| 10  | Matea Pletikosić    | Playmaker    | 24. april 1998 (26 år)    | 40    | 45  | ŽRK Budućnost             |
| 11  | Ivana Godeč         | Stregspiller | 11. maj 2001 (23 år)      | 15    | 9   | ŽRK Budućnost             |
| 13  | Dijana Mugoša       | Venstre fløj | 22. oktober 1995 (29 år)  | 46    | 55  | SCM Craiova               |
| 15  | Jelena Vukčević     | Højre back   | 11. december 2004 (20 år) | 1     | 1   | ŽRK Budućnost             |
| 21  | Nada Ćorović        | Venstre back | 16. december 2000 (24 år) | 3     | 4   | ESBF Besançon             |
| 22  | Andrijana Popović   | Venstre back | 20. april 2002 (22 år)    | 13    | 1   | ŽRK Budućnost             |
| 24  | Tanja Ivanović      | Højre back   | 5. november 1996 (28 år)  | 8     | 5   | ŽRK Budućnost             |
| 25  | Djurdjina Malović   | Højre back   | 5. maj 1996 (28 år)       | 53    | 61  | SCM Craiova               |
| 26  | Nataša Ćorović      | Playmaker    | 7. maj 1999 (25 år)       | 22    | 7   | BSV Sachsen Zwickau       |
| 34  | Tatjana Brnović     | Stregspiller | 5. juli 1996 (28 år)      | 63    | 150 | RK Krim                   |
| 37  | Nina Bulatović      | Højre fløj   | 9. december 1996 (28 år)  | 20    | 18  | CS Gloria Bistrița-Năsăud |
| 43  | Marta Batinović     | Målvogter    | 20. april 1990 (34 år)    | 37    | 1   | CS Măgura Cisnădie        |
| 71  | Bobana Klikovac     | Stregspiller | 28. november 1996 (28 år) | 35    | 27  | CSM Corona Brașov         |
| 80  | Jelena Despotović   | Venstre back | 21. april 1996 (28 år)    | 98    | 131 | ŽRK Budućnost             |
| 91  | Ivona Pavićević     | Venstre fløj | 21. april 1996 (28 år)    | 70    | 94  | ŽRK Budućnost             |
| 96  | Itana Grbić         | Playmaker    | 1. september 1996 (28 år) | 89    | 184 | RK Krim                   |

### Kendte spillere
- Bojana Popović
- Katarina Bulatović
- Maja Savić
- Gabriella Markoč
- Radmila Petrović
- Marija Jovanović
- Ana Đokić
- Sonja Barjaktarović
- Anđela Bulatović
- Suzana Lazović
- Jovanka Radičević
- Marina Rajčić
- Majda Mehmedović
- Djurdjina Jauković
- Milena Raičević
- Ana Radović

### Landstrænere
- Nikola Petrović (2006-2008)
- Gyula Zsiga (2008-2009)
- Tone Tiselj (2009-2010)
- Dragan Adžić (2010-2017)
- Per Johansson (2017-2020)
- Kim Rasmussen (2020-2021)
- Bojana Popović (2021-)